# Thismia macahensis
Thismia macahensis là một loài thực vật có hoa trong họ Burmanniaceae. Loài này được (Miers) F.Muell. miêu tả khoa học đầu tiên năm 1891.